# Каппер, Фредди
А́лфред Ка́ппер (англ. Alfred Capper; 8 мая 1892 — 31 октября 1955), более известный как Фре́дди Ка́ппер (англ. Freddy Capper) — английский футболист, крайний нападающий.

## Футбольная карьера (довоенная)
Родился неподалёку от Нортуича, Чешир. Начал футбольную карьеру в местных любительских командах, параллельно работая подмастерьем на заводе по производству соды. Профессиональную карьеру начал в клубе «Нортуич Виктория». В январе 1911 года перешёл в «Манчестер Юнайтед». Дебютировал за клуб 23 марта 1912 года, когда из-за серии травм игроков основного состава (включая Джорджа Уолла) несколько молодых игроков получили шанс проявить себя в матче против «Ливерпуля». После матча Каппера подвергли критике за «слишком долгую возню с мячом и неспособность использовать свою скорость для обыгрыша защитников соперника». Это был его единственный матч в основном составе «Манчестер Юнайтед».
Летом 1913 года был продан в клуб Ланкаширской комбинации «Уиттон Альбион». В сезоне 1913/14 помог «Уиттону» выиграть Второй дивизион Ланкаширской комбинации. В мае 1914 года перешёл в клуб высшего дивизиона «Уэнсдей». Несмотря на начало войны в 1914 году, сезон 1914/15 был сыгран полностью, но затем официальные турниры всё же были приостановлены до 1919 года.

## Первая мировая война
Во время войны Каппер служил в отделении речного судоходства Корпуса королевских инженеров в звании второго капрала (second corporal).

## Футбольная карьера (послевоенная)
После окончания войны Каппер провёл в составе шеффилдского «Уэнсдей» ещё два сезона. В общей сложности за три полных сезона сыграл за клуб 62 матча и забил 4 мяча.
В августе 1921 года перешёл в «Брентфорд», который завершил предыдущий сезон на предпоследнем месте в новообразованном Третьем дивизионе Футбольной лиги. 11 февраля 1922 года Каппер стал первым игроком в истории «Брентфорда», получившим красную карточку и удалённым с поля. Примечательно, что удаливший его судья Гарри Кертис через четыре года после инцидента стал главным тренером «Брентфорда». Каппер провёл в «Брентфорде» три сезона, сыграв за это время 106 матчей и забив 6 мячей.